# یالمار نیستروم
یالمار نیستروم (فنلاندی: Hjalmar Nyström; ۲۸ مارس ۱۹۰۴ – ۶ دسامبر ۱۹۶۰) کشتی‌گیر اهل فنلاند بود.
وی در مسابقات کشوری و بین‌المللی در مجموع برندهٔ ۴ مدال نقره، ۲ مدال برنز شده‌است.